# Byttneria minytricha
Byttneria minytricha es una especie de plantas con flores perteneciente a la familia Malvaceae (o Sterculiaceae que también es considerada válida). Es un endemismo de Ecuador.
Su hábitat natural son los bosques húmedos de montaña, subtropicales o tropicales.

## Descripción
Es un arbusto endémico de Ecuador, en donde solo se conoce a partir de dos colecciones de A. André en 1876, registrados en la Quebrada de Palanuma, entre Zumba y Palanda, provincia de Zamora Chinchipe. No está confirmado que se produzca en la red de áreas protegidas de Ecuador, pero podría crecer en el Parque nacional Podocarpus. Las principales amenazas son la deforestación por la pequeña minería y la colonización. Ningún ejemplar de esta especie se encuentra en los museos ecuatorianos.

## Taxonomía
Byttneria minytricha fue descrita por Carmen Lelia Cristóbal y publicado en Bonplandia (Corrientes) 4: 204–206, f. 50A–D. 1976.